# Iwan Fedossejewitsch Bozis
Graf Iwan Fedossejewitsch Bozis (griechisch Ιωάννης Μπότσης, russisch Иван Федосеевич Боцис; † 18. Mai 1714) war ein russischer Admiral zur Zeit des Großen Nordischen Krieges und einer der Gründer der Kaiserlich Russischen Marine unter Peter dem Großen.

## Leben
Bozis war ein Grieche aus Dalmatien und diente zunächst für 17 Jahre in der venezianischen Galeerenflotte. Er wurde 1702 von Pjotr Andrejewitsch Tolstoi für den russischen Dienst gewonnen. Zu dieser Zeit befand sich Russland im Großen Nordischen Krieg gegen Schweden und der Zar versuchte in Russland eine moderne Marine nach westlichen Standards aufzubauen. Viele Ausländer wurden daher nach Russland eingeladen und in hohen Positionen als Experten beschäftigt. Nach seiner Ankunft in Russland im Jahre 1703, wurde Bozis im Rang eines Schout-bij-nacht, einem niederländischen Rang, der dem eines Konteradmirals entspricht eingestuft und zum Kommandeur der Galeereneinheiten der neu gegründeten Baltischen Flotte ernannt. Diese hatte ihre Flottenbasis in Sankt Petersburg und der Festung Kronstadt.
In dieser Position leitete Bozis den Ausbau der Ostsee-Galeerenflotte. Von 1704 bis 1705 half er General Robert Bruce, der Kommandant St. Petersburgs, die Angriffe der schwedischen Armee unter General Georg Johann Maydell abzuwehren. 1708 griff die Flotte unter Bozis erfolgreich die finnische Küste an, plünderte Porvoo und die umliegenden Dörfer und verbrannten bei diesem Seeraid 15 schwedische Handelsschiffe. Im Jahr 1710 kommandierte er eine Flotte von 270 Schiffen und schaffte es, durch das eisbedeckte Meer durchzubrechen und Nachschub und Verstärkungen für die Belagerungskräfte bei der Belagerung von Wyborg zu bringen.
Im Jahre 1712 bedrohte erneut eine 14.000 Mann starke schwedische Armee unter General Georg Lybecker St. Petersburg. In der Nacht des 10. August durchbrach Bozis mit zwei Dutzend Schiffe die schwedische Blockade, überfiel die schwedischen Küstenpositionen und eroberte sechs Kriegsschiffe.
Im Jahr 1713 kommandierte er die Nachhut der Flotte, die die Armee des Prinzen Michail Michailowitsch Golizyn in Finnland angeführt wurde, und beteiligte sich an der Bombardierung von Helsinki. Seine maritimen Fähigkeiten und sein Charakter waren von Peter hoch geschätzt. Gemeinsam mit Vizeadmiral Cornelius Cruys, war er Brautzeuge des Zaren in seiner Hochzeit mit Katharina am 9. Februar 1712. Als Bozis starb, übernahm der Zar sein Schwert als Gedenken und gewährte seiner Familie eine Witwenrente.